# Eduard Gerhard

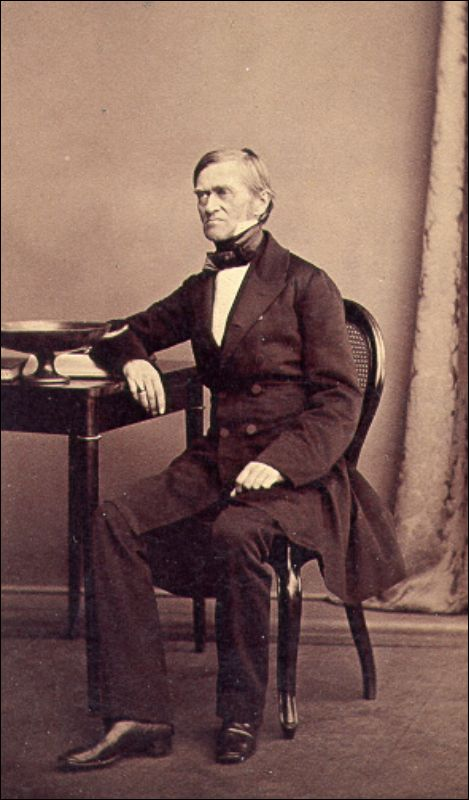
Eduard Gerhard in den 1860er Jahren

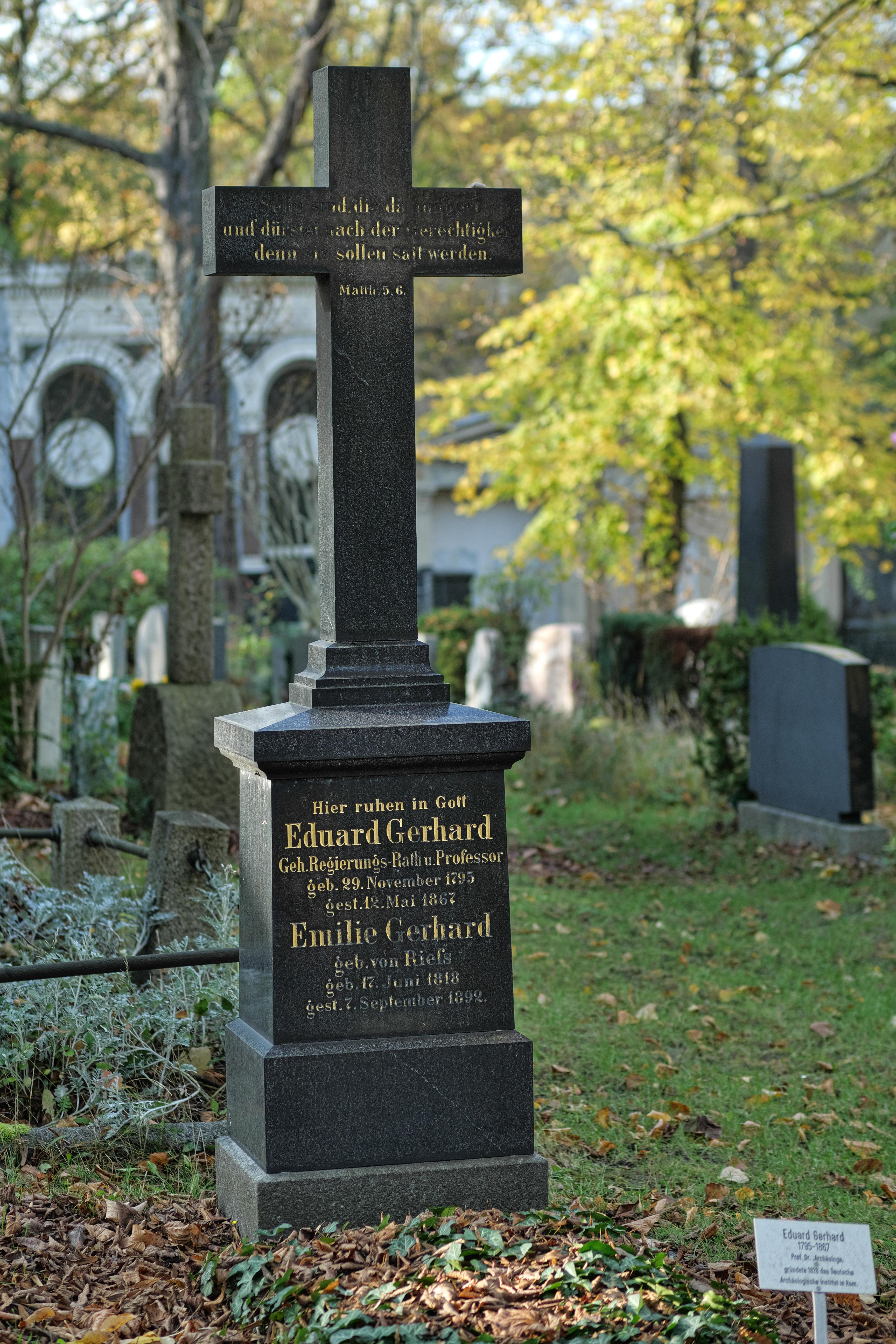
Ehrengrab auf dem Alten Sankt-Matthäus-Kirchhof in Berlin-Schöneberg

Friedrich Wilhelm Eduard Gerhard (* 29. November 1795 in Posen; † 12. Mai 1867 in Berlin) war ein deutscher Klassischer Archäologe.

## Leben
Gerhard war der Sohn des Geheimen Justizrats David Friedrich Gerhard (1768–1829), seine Mutter war dessen Ehefrau Sophie Nösselt (1778–1857), eine Tochter des Professors der Theologie Johann August Nösselt.
Gerhard verbrachte den größten Teil seiner Kindheit in Breslau, an deren Universität er 1812 ein Studium der Theologie begann. Er wandte sich aber ausschließlich der Klassischen Philologie zu und wechselte 1814 an die Universität Berlin, wo vor allem August Böckh sein Lehrer und Förderer wurde. Bereits im Juli 1814 promovierte Gerhard mit einer Arbeit über Apollonios Rhodios. Er kehrte nach Breslau zurück und habilitierte sich dort 1816. Eine Stelle als Gymnasiallehrer in Posen, die er Ende 1816 übernahm, musste er wegen einer Augenerkrankung 1818 wieder aufgeben.
1820/21 reiste Gerhard zum ersten Mal nach Italien. Ein zweiter Aufenthalt dort von 1822 bis 1826 wurde vom preußischen Ministerium unterstützt. Gerhard beschäftigte sich in Italien vor allem mit archäologischen Studien sowie der Topographie Roms. Er beteiligte sich an der von Barthold Georg Niebuhr begründeten Beschreibung der Stadt Rom und plante, eine systematische Zusammenstellung der erhaltenen archäologischen Denkmäler durch Abbildungen und Beschreibungen zu erstellen. Sein dritter Italienaufenthalt, wieder vom preußischen Staat unterstützt, dauerte von 1828 bis 1832. Während dieser Zeit gründete er 1829 in Rom unter Mitwirkung anderer Archäologen und mit Unterstützung des preußischen Kronprinzen das Istituto di Corrispondenza Archeologica, das spätere Deutsche Archäologische Institut. Gerhard wandte sich jetzt auch der Erforschung der antiken Vasenmalerei zu.
1832 kehrte er nach Berlin zurück und wurde 1833 als Archäologe am königlichen Museum zu Berlin angestellt. Ab 1836 war er Kustos der Vasen- und Terrakottensammlung, ab 1855 Direktor der Sammlung der Skulpturen und Gipsabdrücke. 1835 wurde Gerhard ordentliches Mitglied der Königlich-Preußischen Akademie der Wissenschaften und auswärtiges Mitglied der Göttinger Akademie der Wissenschaften, 1844 ordentlicher Professor an der Universität Berlin. Zur Popularisierung der Archäologie initiierte er 1841 die Gründung der Archäologischen Gesellschaft zu Berlin. Seit 1841 war er auswärtiges Mitglied der Bayerischen Akademie der Wissenschaften und seit 1847 assoziiertes Mitglied der Königlichen Akademie der Wissenschaften und Schönen Künste von Belgien.
Gerhards wissenschaftliche Bedeutung besteht vor allem in der systematischen Sammlung und Publikation der archäologischen Denkmäler. Er trug maßgeblich zur Etablierung der Klassischen Archäologie als eigenständiger Wissenschaft bei; zu seinen Schülern gehörten neben anderen Otto Jahn, Ernst Curtius und Alexander Conze.
Eduard Gerhard wurde auf dem Alten St. Matthäus-Kirchhof in Berlin-Schöneberg, Großgörschenstraße 12–14 beigesetzt. Die Grabstätte ist ein Ehrengrab des Landes Berlin.
Er heiratete im Jahr 1843 in Frankfurt Emilie Rieß von Scheurnschloß (* 17. Juni 1818; † 7. September 1892), eine Tochter des kurhessischen Ministers Franz Hugo Rieß von Scheurnschloß.

## Schriften
- Berlin's antike Bildwerke. Reimer, Berlin 1836. (Digitalisat Teil 1)
- Antike Bildwerke. Cotta, Stuttgart 1827–1844, mit 140 Kupferstichen und der Beilage Griechische Mysterienbilder, Stuttgart 1839
- Auserlesene griechische Vasenbilder. 4 Bände. Reimer, Berlin 1839–1858. (Digitalisat Band 1)
- Etruskische Spiegel, Berlin 1843–1868, 4 Bände mit 360 Tafeln; fortgesetzt von Adolf Klügmann und Gustav Körte, 1884 ff.